# Петрик Лариса Леонідівна
Петрик Лариса Леонідівна (рос. Петрик Лариса Леонидовна, 28 серпня 1949, Долинськ, Сахалінська область) — радянська гімнастка, олімпійська чемпіонка, чемпіонка світу, чемпіонка СРСР.

## Біографічні дані
Лариса Петрик народилася в Долинську на Сахаліні у сім'ї військового. Через деякий час його перевели служити до Вітебська. Тут Лариса і зайнялася з великим бажанням гімнастикою. Вже в 15 років (у грудні 1964 року в Києві) Лариса Петрик стала абсолютною чемпіонкою СРСР, випередивши славетну Ларису Латиніну.
Після чемпіонату 1964 Петрик ввійшла до складу збірної СРСР. На чемпіонаті Європи 1965 вона завоювала бронзову медаль у вправах на колоді, а на чемпіонаті світу 1966 — срібну медаль в командному заліку і бронзову у вправах на колоді.
На всесоюзних змаганнях Лариса Петрик теж здобула велику кількість медалей, але чемпіонкою стала лише один раз — на чемпіонаті СРСР 1966 у вправах на колоді.
На Олімпійських іграх 1968 вона завоювала золоті медалі в командному заліку і у вільних вправах разом з Вірою Чаславською (Чехословаччина), а також бронзову медаль у вправах на колоді. За вдалий виступ була нагороджена орденом «Знак Пошани».
Після Олімпіади Лариса Петрик одружилася з гімнастом Віктором Клименко і переїхала до Москви. На чемпіонаті світу 1970 вона стала чемпіонкою в командному заліку, але це був її останній виступ. Вона не потрапляла до складу збірної і завершила виступи.